# Црква Светог Јосипа на Палама
Црква Светог Јосипа Радника је римокатоличка жупна црква, која се налази на Палама, град Источно Сарајево, Република Српска, БиХ. Једина је црква, жупе Пале и припада Врхбосанској надбискупији. Црква је посвећена Светом Јосипу Раднику.

## Историја
Црква Св. Јосипа на Палама, једини католички богослужбени објекат у Сарајевско-романијској регији Републике Српске, саграђена је 1911. године, а жупа на Палама основана је тек 1928. године у Краљевини Срба, Хрвата и Словенаца. Сама црква је грађена у планинском стилу, и јединствена је на територији Врхбосанске надбискупије, јер је једина црква, која је у потпуности изграђена од дрвета. Црква се налази на списку националних споменика Босне и Херцеговине.
Асутроугарском окупацијом Босне и Херцеговине и доласком великог броја католичког становништва у ове крајеве, јавила се потреба за изградњом католичког вјерског објекта. На Пале су тада стигли аустријски инжењери који су за своје вјерске потребе, изградили цркву Светог Јосипа, која је временом постала средиште католика Романије. Градитељска цјелина цркве Светог Јосифа смјештена је у самом центру Пала, у такозваној Старој чаршији или Малим Палама. Поред саме цркве протиче ријека Паљанска Миљацка. Грађевинске карактеристике цркве Светог Јосифа, разликују ову цркву од православних цркви брвнара, као и од католичких цркви брвнара на подручју Хрватске. Поред саме цркве изграђен је и жупни двор.
У овој жупи одржава се миса недјељом и католичким празницима, а главна миса се слави на дан Светог Јосипа Радника кога Католичка црква прославља 1. маја. Број католичких породица данас на Палама, као и у комплетној Сарајевско-романијској регији је врло мали, али ни за вријеме Одбрамбено-отаџбинског рата, а ни после њега нису забиљежени напади ни на овај вјерски објекат, као ни на саме католичке становнике.